# Transports en Lot-et-Garonne
Les transports dans le département français de Lot-et-Garonne sont marqués par la présence d'un important axe de communication reliant Bordeaux à Toulouse et au-delà, l'Atlantique à la Méditerranée, en passant par Marmande et Agen. Si la voie d'eau joue aujourd'hui un rôle marginal — le canal latéral à la Garonne n'est guère plus utilisé que pour le tourisme fluvial — l'autoroute A62 et la ligne de Bordeaux-Saint-Jean à Sète-Ville sont d'importants constituants des réseaux autoroutier et ferroviaire français.

## Transport routier

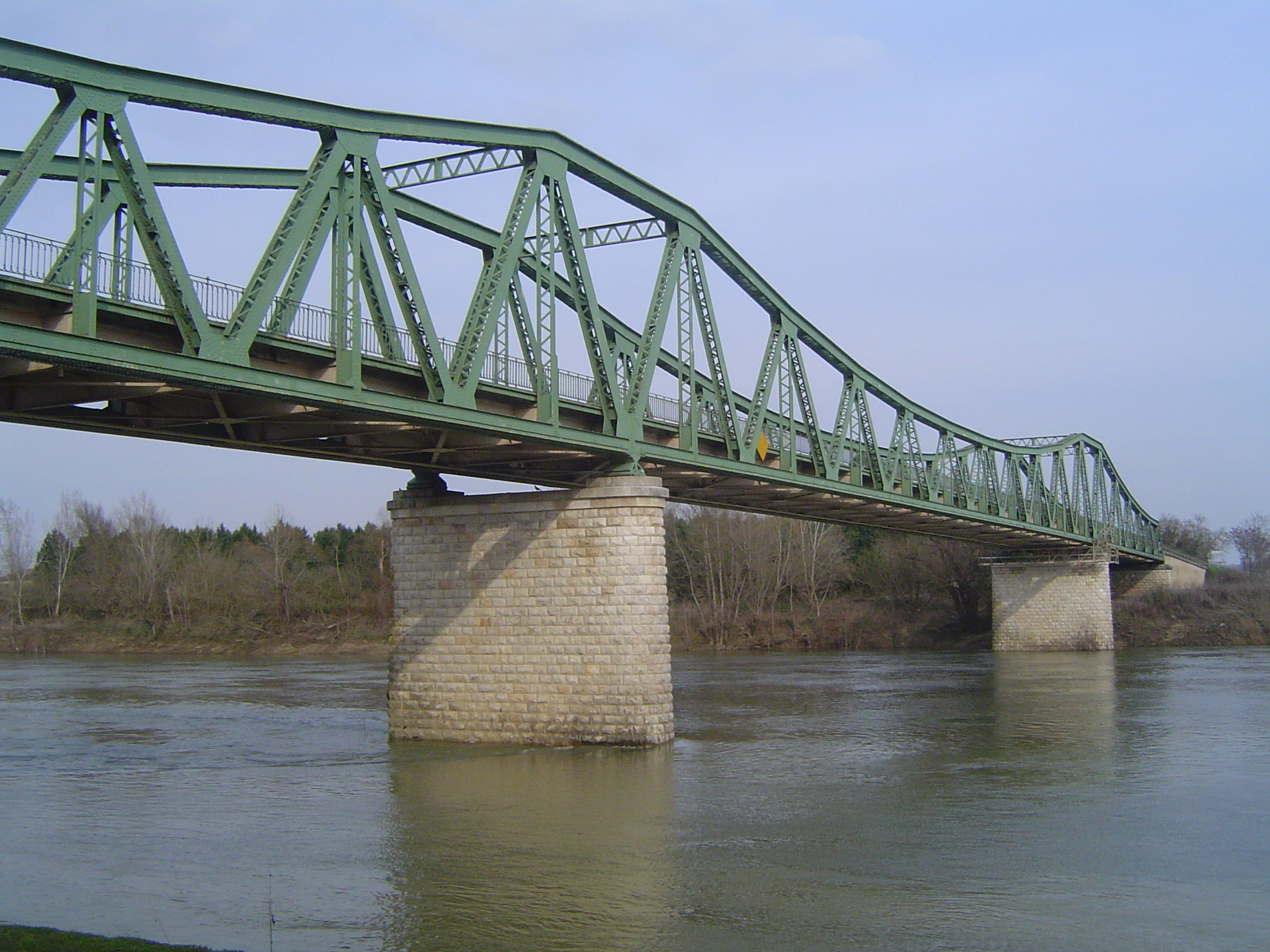
Le pont routier de Saint-Léger près d'Aiguillon est l'un des quelques ponts routiers permettant le franchissement de la Garonne dans le département.

### Infrastructures routières
Le principal axe routier du département est celui longeant la Garonne pour relier l'Atlantique à la Méditerranée. La route nationale 113 qui assurait cette liaison a été remplacée par l'autoroute A62, ou autoroute des Deux Mers. Cet axe dessert notamment les agglomérations de Marmande et Agen, troisième et première agglomérations du département.
Cet axe croise à proximité d'Agen la route nationale 21, qui relie Limoges à Lourdes en desservant notamment Villeneuve-sur-Lot, deuxième agglomération du département.

### Transport collectif de voyageurs
Le Lot-et-Garonne est desservi par le réseau des cars régionaux Nouvelle-Aquitaine, qui compte une dizaine de lignes régulières dans le département.

## Transport ferroviaire

### Historique

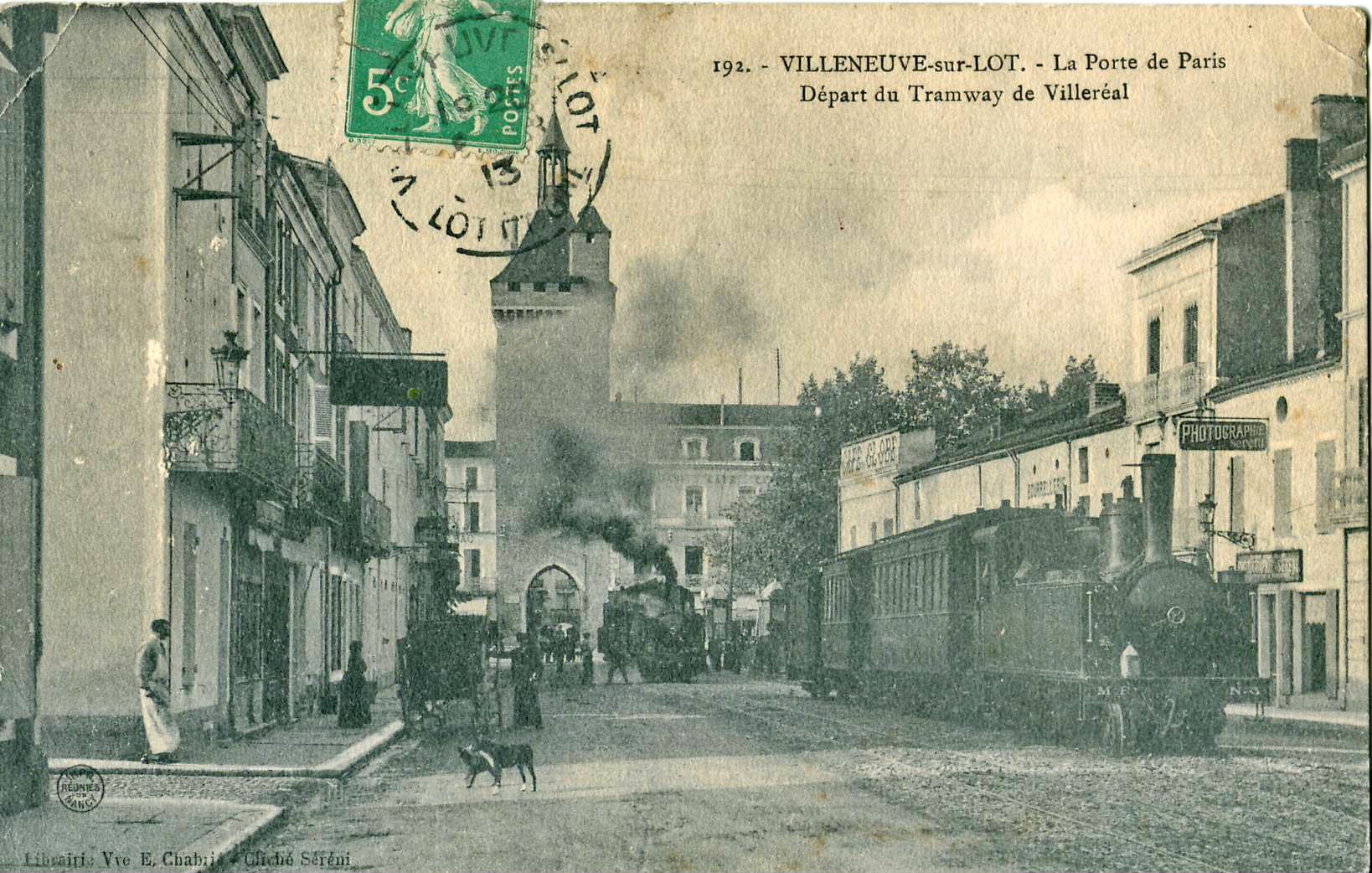
Un train des Tramways de Lot-et-Garonne à Villeneuve-sur-Lot au début des années 1910.

La première ligne de chemin de fer de Lot-et-Garonne, et qui restera jusqu'à nos jours son principal axe ferroviaire, est la ligne de Bordeaux-Saint-Jean à Sète-Ville, ouverte en 1855-1856 dans le département. Cette ligne est l'une des principales de la Compagnie des chemins de fer du Midi et du Canal latéral à la Garonne, qui développe dans la deuxième moitié du siècle son réseau d'intérêt général dans le sud du département, tandis que le nord de Lot-et-Garonne est desservi par la Compagnie du chemin de fer de Paris à Orléans. À la fin du XIXe siècle, le chemin de fer d’intérêt général atteignait la plupart des villes et bourgs du département, dont Agen, Aiguillon, Casteljaloux, Duras, Fumel, Houeillès, Layrac, Marmande, Mézin, Miramont-de-Guyenne, Nérac, Penne-d'Agenais, Port-Sainte-Marie, Sainte-Livrade-sur-Lot, Sos, Tonneins et Villeneuve-sur-Lot.
Le Lot-et-Garonne a également été desservi par quelques lignes de chemins de fer d’intérêt local, dont la première ouvrit en 1911, exploitées par les Tramways de Lot-et-Garonne. Ce réseau, créé tardivement par rapport d'autres, aura une brève existence : il ferme dès 1933 alors que certaines lignes n'ont que six ans.
Les lignes d'intérêt général sont également nombreuses à fermer dans la seconde moitié du XXe siècle. La ligne de Bordeaux-Saint-Jean à Sète-Ville, la seule du département à posséder un trafic important, est électrifiée en 1980. Elle bénéficie indirectement de l'ouverture de la LGV Atlantique en 1990 puis de la LGV Sud Europe Atlantique en 2017 : en effet, le trajet le plus rapide entre Paris à Toulouse passe désormais par Bordeaux plutôt que par le Limousin, et les TGV engagés sur cette liaison desservent Agen.
|                                             |
| Le réseau ferroviaire à son apogée en 1930. |

|                                     |
| Le réseau ferroviaire de nos jours. |

|                                                    |
| Carte animée de l’évolution du réseau ferroviaire. |

### Situation actuelle

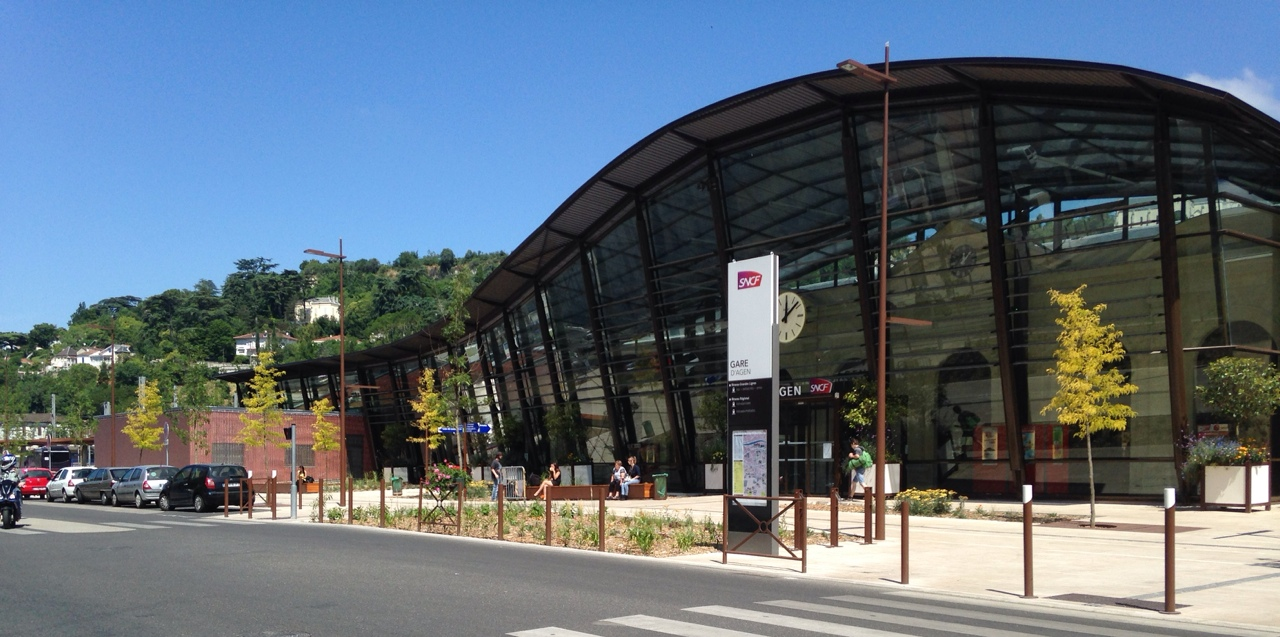
Façade vitrée de la gare d'Agen.

Les principales gares de voyageurs sont celles d'Agen et Marmande, avec une fréquentation annuelle respective de 1 211 000 et 475 000 voyageurs en 2019.
Le Lot-et-Garonne est traversé par la ligne de Bordeaux-Saint-Jean à Sète-Ville, à double voie électrifiée, sur laquelle circule un trafic mixte de TGV inOui Paris-Toulouse, d'Intercités Bordeaux-Marseille, de TER Nouvelle-Aquitaine (au nord-ouest d'Agen), de TER Occitanie (à l'est d'Agen) et de fret. Le doublement de cette ligne par une ligne à grande vitesse est envisagé dans le cadre du Grand projet ferroviaire du Sud-Ouest.
La ligne de Niversac à Agen, à voie unique non-électrifiée, a un trafic beaucoup plus réduit, essentiellement composé de TER Nouvelle-Aquitaine.
Villeneuve-sur-Lot fait partie des rares villes de plus de 20 000 habitants à ne posséder aucune desserte ferroviaire ; la réouverture d'un tronçon de la ligne de Penne-d'Agenais à Tonneins a donc été étudiée mais n'est plus envisagée.

## Transport fluvial
Près d'Aiguillon se rencontrent le canal latéral à la Garonne, le Lot et la Baïse. De faible gabarit — classe I CEMT ou gabarit Freycinet pour le premier, classe 0 CEMT pour les deux derniers — ces voies d'eau sont aujourd'hui essentiellement fréquentés par des embarcations légères pratiquant le tourisme fluvial.

## Transport aérien
Le petit aéroport Agen-La Garenne a longtemps proposé une liaison régulière vers Paris, mais n'accueille plus de vols réguliers commerciaux depuis 2020. Il conserve toutefois un trafic de vols d'affaires, de formation, de loisirs et de tourisme.
Les aérodromes de Fumel - Montayral, Marmande - Virazeil et Villeneuve-sur-Lot sont réservés à l'aviation légère de tourisme et de loisirs.

## Transports en commun urbains et périurbains

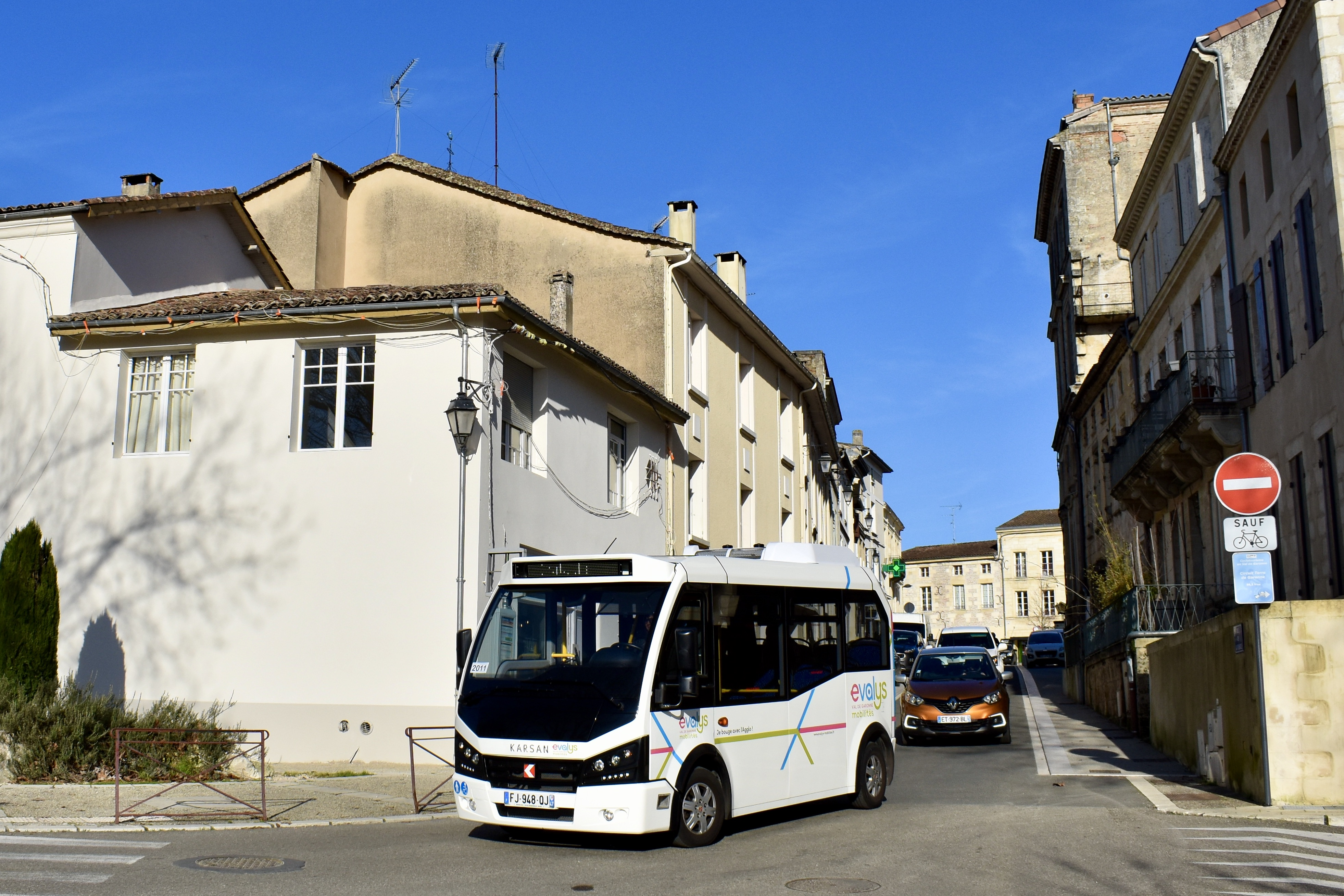
Un minibus Karsan Jest du réseau Evalys à Marmande.

L'Agglomération d'Agen, Val de Garonne Agglomération et le Grand Villeneuvois sont autorités organisatrices de la mobilité sur leur territoire et organisent des services de transport dans leur ressort territorial.
Les réseaux Tempo (Agen), Evalys (Marmande et Tonneins) et Élios (Villeneuve-sur-Lot) sont composés de lignes régulières d'autobus et de transport à la demande couvrant leur ressort territorial.

## Modes actifs
Le département est traversé par plusieurs voies vertes, véloroutes et sentiers de grande randonnée.